# François Perroux

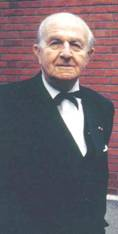
François Perroux.

François Perroux (ur. 19 grudnia 1903 roku w Saint-Romain-en-Gal, zm. 2 czerwca 1987 roku w Stains) – francuski ekonomista, profesor Collège de France. Wykładał również na Université de Lyon (1928–1937) oraz Uniwersytecie Paryskim (1935–1955). W 1944 roku założył Institut de Sciences Economiques Appliquées.
Był krytycznie nastawiony do polityki względem państw Trzeciego Świata, wskazując na niedostateczną uwagę poświęcaną ich odrębności kulturowej, tożsamości, a także potrzebę traktowania każdego przypadku indywidualnie i nie przez pryzmat interesów bogatych krajów z rozwiniętym przemysłem.
W obszarze gospodarki przestrzennej jest znany przede wszystkim jako twórca koncepcji poles de croissance, biegunów wzrostu. W jej myśl władza centralna mogła pobudzić rozwój danego regionu poprzez stymulowanie konkretnych, szybko rozwijających się gałęzi przemysłu, co miało prowadzić do rozwoju silnego ośrodka miejskiego, a następnie całego regionu. Kurczowe trzymanie się tej teorii i niedostosowanie jej do lokalnych warunków może jednak doprowadzić do powstania tzw. katedr na pustyni.